# Statens Järnvägar
Statens Järnvägar (Шведські державні залізниці) або SJ, спочатку Королівська залізниця (швед. Kungl. Järnvägsstyrelsen) — історичний урядовий орган, відповідальний за експлуатацію державних залізниць у Швеції.
Орган створений в 1887 році як агентство, що належить Міністерству цивільних справ (sv: Civildepartementet), з метою управління всіма державними залізничними лініями в Швеції, а в 1920 році було передано Міністерству зв'язку.
В 1988 році самі залізничні колії були передані Шведському управлінню залізниць (швед. Banverket), а в наступні роки частини SJ були поступово перетворені на товариства з обмеженою відповідальністю в результаті зобов'язань щодо відкритого доступу, запровадженого Директивою ЄС 91/440.
SJ було розпущено в 2001 році, активи передані семи окремим компаніям, перші три належали уряду Швеції, а останні чотири були приватизовані:
- SJ AB, зазвичай називається SJ, оператор пасажирських поїздів
- Green Cargo[en], обслуговує вантажні поїзди
- Jernhusen[en], нерухомість
- EuroMaint, технічне обслуговування поїздів
- Unigrid, інформаційні технології
- TraffiCare, надає послуги терміналів
- TrainTech Engineering, нині входить до складу технічного підрозділу SNC-Lavalin Rail & Transit[en]

Деякі з них були продані іншим компаніям, але SJ AB, Green Cargo і Jernhusen все ще повністю належать державі (станом на 2022 рік).
Крім цих компаній, «Statens Järnvägar» після 2001 року продовжував існувати як державна установа, в основному займаючись лізингом залізничних транспортних засобів.
Його скасували наприкінці 2012 року, коли цю роль повністю взяла на себе Trafikverket.